# Glesborg Kirke
Glesborg Kirke er beliggende i Glesborg Sogn, Djurs Nørre Herred, Norddjurs Kommune.

## Bygningshistorie
Kirken består af et skib og kor ud i et, på vestsiden et tårn og mod nord et våbenhus. Oprindelig er kun skibet, som er grundlagt i den romanske tid. Det er bygget i granitkvadre på sokkel med skråkant. På skibets nordside er bevaret et par oprindelige vinduer. Ligeledes er den senere tilmurede syddør bevaret. Senere i middelalderen udvidede man det oprindelige kor, således det fik samme bredde som skibet. Koret er ligeledes opført i granitkvadre. Bygningens afslutning mod øst er tresidet. Antagelig samtidig indbyggedes der hvælvinger i kirken og man opførte tårnet på skibets vestside. Tårnet er opført i munkesten og fremstår hvidkalket.

## Eksterne kilder og henvisninger
- Glesborg Kirke hos KortTilKirken.dk

- Wikimedia Commons har flere filer relateret til Glesborg Kirke